# Автобиография (Линней)
«Собственноручные заметки Карла Линнея о самом себе с примечаниями и дополнениями», или, чаще, просто «Автобиография» (швед. Egenhändiga anteckningar af Carl Linnæus om sig sjelf : med anmärkningar och tillägg), — автобиография Карла Линнея (1707—1778), выдающегося шведского естествоиспытателя и медика, составленная его учеником Адамом Афцелиусом на основе «собственноручных заметок» своего учителя. Всего Линней написал пять автобиографий, но важнейшей и наиболее полной из них является именно сочинение, составленное Афцелиусом.
Как писал Евгений Бобров, российский биограф Карла Линнея, Адам Афцелиус, подготовив эту книгу, «справедливо снискал благодарность последующих поколений натуралистов». В предисловии к немецкому изданию профессор Карл Рудольфи восхищенно отозвался о книге и написал, что её должен прочитать каждый юноша, который не хочет умереть посредственностью.

## История создания
«Собственноручные заметки» о событиях своей жизни Линней писал в течение многих лет, фиксируя в этих записях как события своей жизни, так и свои мысли относительно своих и чужих сочинений. После произошедшего в 1774 году кровоизлияния в мозг, в результате которого он был частично парализован, а позже, оправившись, всё равно чувствовал себя плохо, — он писать дневниковые записи почти прекратил. Последняя запись относится к 1776 году. Линней пишет (от третьего лица), что он «хромает, едва может ходить, говорит неотчётливо, едва может писать», а с новыми учениками, которые прибыли к нему из Дании и Германии, он «едва мог говорить». В этой же записи он сообщает, что «русская императрица подарила ему как почётному члену Императорской Академии наук золотую медаль по случаю мира с турками…», а сам он просил у шведского короля увольнения, но тот пожелал, чтобы Линней остался «для чести Академии, так как в ней нет лиц, более уважаемых» и удвоил ему жалование…
Адам Афцелиус (1750—1836), профессор Уппсальского университета, будучи по времени одним из последних учеников Линнея, ещё при жизни помогал своему учителю с бумагами. После смерти Линнея Афцелиус продолжить преподавать в Уппсальском университет, а в 1792 отправился в экспедицию в Африку (в частности, в Сьерра-Леоне), затем был секретарём шведского посольства в Лондоне. Вернувшись в Уппсальский университет, он снова преподавал. Готовя к публикации имевшиеся в его распоряжении материалы, имеющие отношение к Линнею, он занимался их классификацией, дополнением и комментированием; кроме того, он написал к ней обширное предисловие.
Книга была опубликована в 1823 году в Уппсале на шведском языке. В 1826 году вышел её немецкий перевод, предисловие к которому написал известный зоолог и ботаник Карл Асмунд Рудольфи. По словам Рудольфи, Афцелиус был против публикации книги: ему казалось, что Линней показывает себя на страницах автобиографии как человек весьма тщеславный. Это тщеславие, однако, по мнению Рудольфи, настолько добродушное, что оно никого не может обмануть.

## Содержание
Книга начинается с обширного вступления, написанного Адамом Афцелиусом. «Первая часть» содержит биографические и дневниковые материалы, связанные с Линнеем, перечень из 21 сочинения Линнея с краткой характеристикой каждого, а также перечень из 27 пунктов «заслуг и вклада в науку»; здесь же приведён список тех, с кем Линней вёл переписку в течение своей жизни. В этой же части содержится шуточный обзор Линнеем ботаников (большей частью — его современников); он расположил их по чинам сверху вниз как членов Florae officiarii («Офицерского корпуса Флоры»). Себя он поставил во главе этого «войска», присвоив себе звание генерала, вторым идёт Бернар де Жюссьё в звании генерал-майора, затем — «полковники» Альбрехт фон Галлер, Ян Фредерик Гроновиус, Адриан ван Ройен и Конрад Геснер.

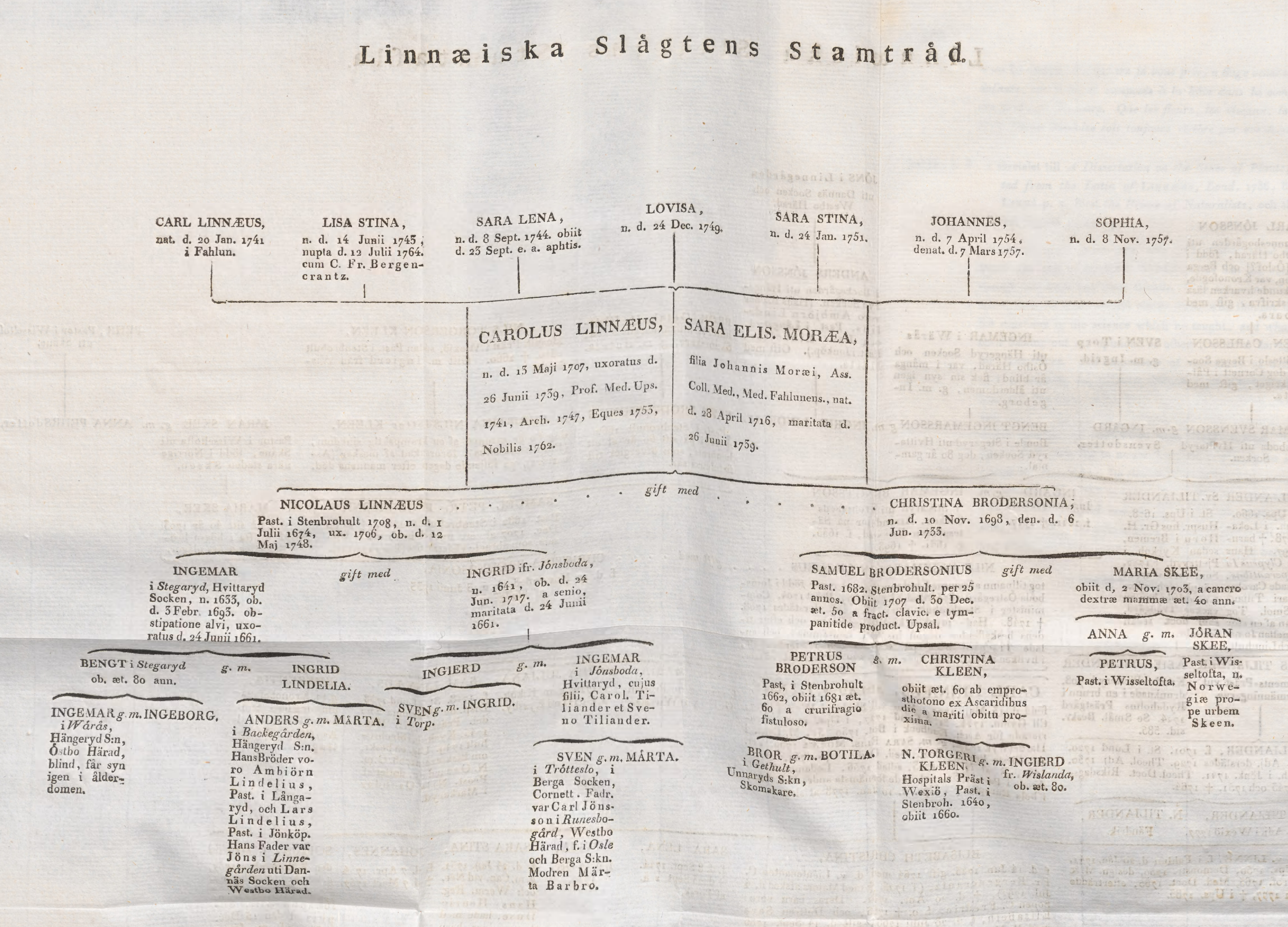
Фамильное древо Карла Линнея из его автобиографии

Вторая часть содержит прочие «собственноручные записи» Линнея, его комментарии к собственным сочинениям, протоколы медицинского факультета Уппсальского университета, а также некоторые письма. Книга также включает два фамильных древа Карла Линнея и шесть листов с иллюстрациями.

## Издания
Первое издание (на шведском языке, 1823):
- Afzelius A., Linné C. Egenhändiga anteckningar af Carl Linnæus om sig sjelf : med anmärkningar och tillägg :  [швед.]. — Upsala : Palmblad & C., 1823. — XXIV, [6], 248, [13] s., 6 s. fig. — doi:10.5962/bhl.title.97023.

Немецкий перевод книги с предисловием Карла Асмунда Рудольфи (1826):
- Afzelius A., Linné C. Linné's eigenhändige, Anzeichnungen über sich selbst : mit Anmerkungen und Zusätzen :  [нем.] / mit einer Vorrede von K. A. Rudolphi, trans. K. Lappe. — Berlin : Reimer Greifswald Universitätsbibliothek, 1826. — XXIV, [2], 260, [2] S., 1 S. fig.

Факсимильные издания немецкого перевода 1826 года (2010, 2012 и 2014):
- Afzelius A., Linné C. Linnés Eigenhändige Anzeichnungen Über Sich Selbst : Mit Anmerkungen und Zusätzen Von Afzelius. Nebst Linne's Bildniß und Handschrift :  [нем.]. — Berlin/Boston : De Gruyter, 2010. — XXIV, 260 S. — ISBN 978-3110240702.
- Afzelius A., Linné C. Linné's eigenhändige Anzeichnungen über sich Selbst, mit Anmerkungen und Zusätzen :  [нем.]. — Nabu Press, 2012. — 296 S. — ISBN 978-1272454432.
- Afzelius A., Linné C. Linne's eigenhändige Anzeichnungen über sich selbst, mit Anmerkungen und Zusätzen - Primary Source Edition :  [нем.]. — Nabu Press, 2014. — 296 S. — ISBN 978-1295696192.